# Ernst van’t Hoff
Ernst van’t Hoff, eigentlich Johan Ernst van Hof, (* 13. Juli 1908 in Zandvoort; † 16. Mai 1955 in Brüssel) war ein niederländischer Jazz- und Unterhaltungsmusiker (Trompeter, Pianist, Bandleader).

## Leben und Wirken
Van’t Hoff arbeitete nach einer musikalischen Ausbildung in den 1920er Jahren als Profimusiker in verschiedenen Orchestern in den Niederlanden, Belgien und Großbritannien. 1930 gründete er in Birmingham eine eigene Combo. Ab 1936 war er als Pianist im Radio-Tanzorchester der AVRO tätig, außerdem spielte er 1936 bei Robert De Kers and His Cabaret Kings. Das Orchester Ernst van´t Hoff war gewissermaßen ein „falsches“ holländisches Orchester, das heißt, es wurde nicht von einem Musiker gegründet, sondern entstand 1940 auf Befehl der Reichsmusikkammer. Aufgrund der Einberufung vieler deutscher Musiker zur Wehrmacht standen nicht mehr genug Unterhaltungsorchester zur Verfügung. Man hat deshalb holländische Spitzenmusiker vor die Wahl gestellt: Entweder Zwangsarbeit oder in Berlin Musik machen. So erhielt van't Hoff 1940 einen Schallplattenvertrag bei der Deutschen Grammophon. Mit dem Orchester, bei dem kurzzeitig auch Coco Schumann spielte, tourte er durch Deutschland und spielte zahlreiche Schallplatten ein.
Van't Hoff war stark von Glenn Miller beeinflusst. Das Orchester hatte bemerkenswerte Freiheiten und konnte 1941 für Polydor Titel wie „In the Mood“ und „Pennsylvania 6500“ aufnehmen. Diese Big Band gehörte damals, insbesondere bei Konzerten, zu den besten europäischen Swingorchestern. Die 1942 im Rundfunk übertragene Musik des Orchesters wurde in SD-Berichten als „total verjazzt“ gebrandmarkt. Die Erkennungsmelodie des Orchesters „Alles wird gut“ enthielt die melodische Figur, mit der Radio London seine Sendungen ein- oder überleitete. Im Bereich des Jazz war er zwischen 1936 und 1944 an 16 Aufnahmesessions beteiligt.
1944 geriet van't Hoff ins Visier der Gestapo, wurde mehrfach verhaftet und einmal für längere Zeit in so genannte Schutzhaft genommen. Um den Nachstellungen der Nationalsozialisten zu entgehen, zog er nach Belgien. In Brüssel gründete er 1945 ein neues Orchester (mit 36 Musikern), das nach der Befreiung Belgiens durch die Alliierten bei einer Siegesparade in Brüssel spielte. In den nächsten Jahren ging er mit seinem Ensemble, zu dem zeitweise auch Ack van Rooyen (1947–1950) und das gesamte Boptet von Rob Pronk (1951) gehörten, auf Tournee; auch hatte er Auftritte im BRT-Fernsehen.

## Diskographische Hinweise
- Die großen deutschen Tanzorchester (1941–1942)
- Manuela
- Ernst Van’t Hoff & Dick Willebrandts and their Orchestras featuring Jan de Vries Here We Are (Hep Records)

## Lexikalische Einträge
- Jürgen Wölfer: Jazz in Deutschland. Das Lexikon. Alle Musiker und Plattenfirmen von 1920 bis heute. Hannibal, Höfen 2008, ISBN 978-3-85445-274-4.